# Heroes Unmasked
Heroes Unmasked era un programma televisivo britannico, prodotto come making of ufficiale della serie televisiva statunitense Heroes e trasmesso dal 25 luglio 2007 al 22 dicembre 2008.
Trasmesso solitamente accompagnando la messa in onda degli episodi di Heroes dalla prima stagione alla prima parte della terza, il documentario è dedicato al dietro le quinte della serie, con interviste ai membri del cast tecnico e artistico fatte direttamente sui set di Los Angeles, con l'obiettivo di far conoscere meglio al pubblico i vari personaggi, le storie e i principali elementi della mitologia della fiction.
Il programma, andato in onda anche in altri paesi, Italia compresa, è stato narrato da Anthony Head per le prime due stagioni, e da Santiago Cabrera, protagonista della prima stagione di Heroes, durante la terza. Martin Freeman ha inoltre presentato l'episodio speciale conclusivo della prima stagione.

## Puntate
| Stagione         | Episodi | Prima TV originale | Prima TV Italia |
| ---------------- | ------- | ------------------ | --------------- |
| Prima stagione   | 22      | 2007               | 2008            |
| Seconda stagione | 11      | 2008               | 2008            |
| Terza stagione   | 13      | 2008               | 2009            |